# Zuidhorn
Zuidhorn este o comună și o localitate în provincia Groningen, Țările de Jos. Este un oraș plăcut, care depinde în mare măsură de orașul Groningen. O linie de cale ferata, operată de Arriva, îl leagă cu orașele Leeuwarden și Groningen.

## Natura
În centrul Zuidhorn, se află un mare parc, parțial împădurit, numit "Parcul Johan Smit". Aceasta oferă o largă varietate de agrement deschise publicului, bazate pe trasee. "Quick argint S" este principala sală de sport, care găzduiește multe activități, cum ar fi un club de alegare, precum și alte sporturi. În apropiere, parcul are numeroase terenuri de fotbal și un loc de joacă. Pentru cea mai mare parte a anului, docilele bovine Highland se plimbă prin parc.

## Localități componente
Aalsum, Aduard, Balmahuizen, Barnwerd, Briltil, De Kampen, De Poffert, De Ruigewaard, Den Ham, Den Horn, Diepswal, Electra, Englum, Fransum, Frytum, Gaaikemadijk, Gaaikemaweer, Gaarkeuken, Grijpskerk, Heereburen, Hoekje, Hoogemeeden, Humsterland, Ikum, Kenwerd, Kommerzijl, Korhorn, Lagemeeden, Lammerburen, Lauwerzijl, Niehove, Nieuwklap, Niezijl, Noorderburen, Noordhorn, Noordhornerga, Noordhornertolhek, Okswerd, Oldehove, Pama, Pieterzijl, Ruigezand, Saaksum, Selwerd, Spanjaardsdijk, Steentil, Visvliet, Wierumerschouw, Zuidhorn.